# San Giovanni Evangelista (Parma)

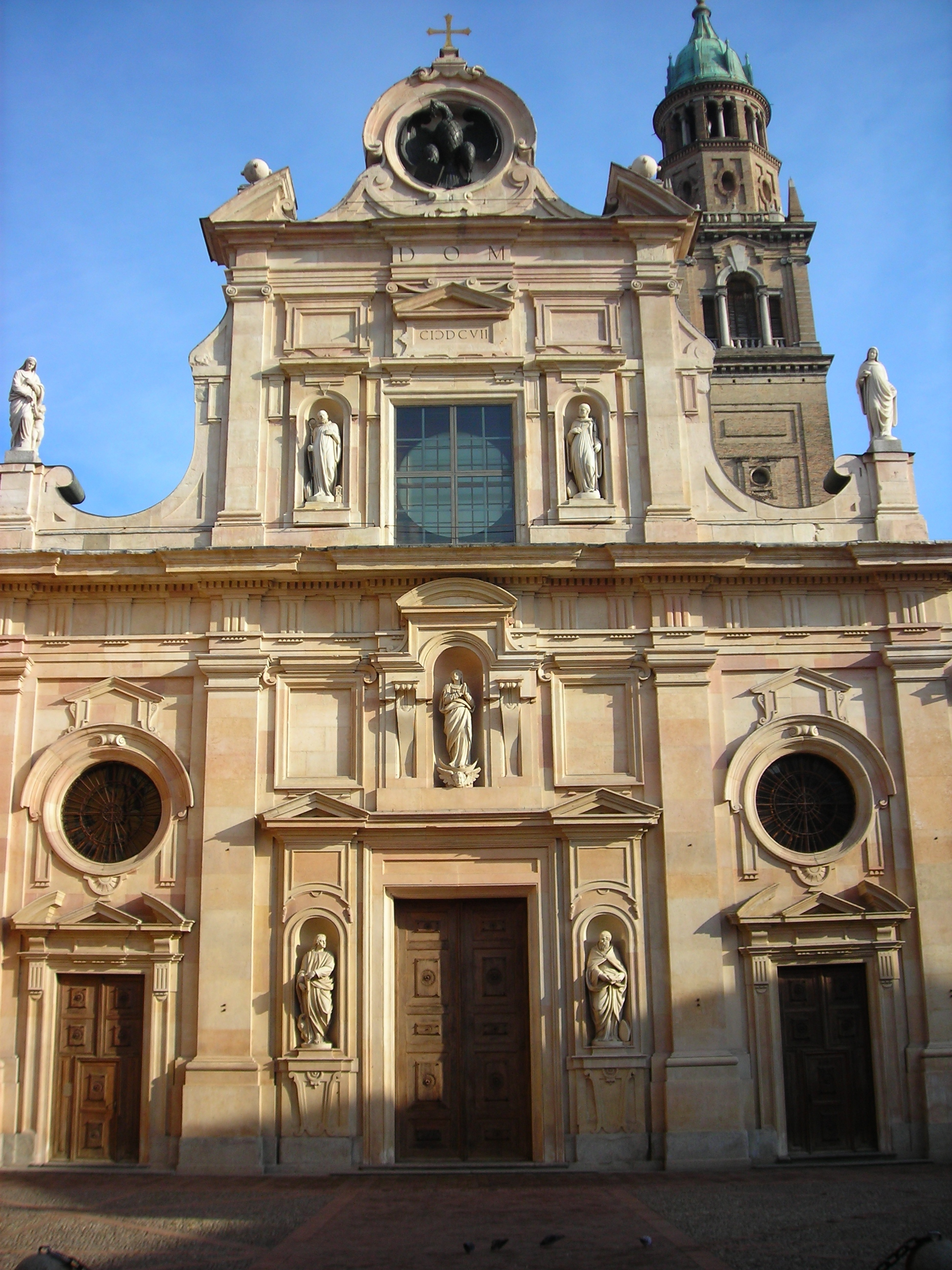
Fassade

San Giovanni Evangelista ist eine römisch-katholische Kirche und Benediktinerabtei in Parma in Italien.
Die Arbeiten für die Abtei und die Kirche wurden im 10. Jahrhundert über ein bereits bestehendes Oratorium im Zusammenhang mit St. Colombanus begonnen. 1477 wurde der gesamte Komplex durch einen Brand beschädigt. Die Basilika der Abtei wurde ab etwa 1490 nach dem heutigen Entwurf von Bernardino Zaccagni aus dem Jahr 1510 wieder aufgebaut. Der Bau endete um 1519. Der Entwurf beinhaltete von Anfang an eine gründlich bemalte Innenausstattung mit fünf umfangreichen Freskengruppen.
Das Kloster hat drei Kreuzgänge. Die erste hat ionische Säulen, die zweite hat Dekorationen von Correggio und die dritte, bekannt als Kreuzgang des heiligen Benedikt, hat Fresken aus dem frühen 16. Jahrhundert. Die zugehörige Bibliothek mit 20.000 Büchern verfügt über Manuskripte und Codexe, die die Amanuensis-Aktivität der örtlichen Mönche belegen. Die Manuskripte kamen ohne Dekoration aus dem Kloster Santa Giustina in Padua hierher und wurden hier von Damiano da Moile, Francino da Moile und ab 1492 von Michele da Genova dekoriert.
Das Kloster hat auch ein altes Lebensmittelgeschäft, das seit 1201 dokumentiert ist. Des Weiteren gibt es eine alte benediktinische Apotheke San Giovanni.
Zum Kloster San Giovanni Evangelista gehört auch die Abtei Santa Maria della Neve in Torrechiara.